# Сайто Тацуокі
Сайто Тацуокі (*斎藤 右兵衛, 1548 — 14 серпня 1573) — даймьо провінції Міно у 1561—1567 роках.

## Життєпис
Походив з роду Сайто. Син даймьо Сайто Йосітацу і доньки Адзаї Хісамаси. Народився 1548 року. 1561 року після раптової смерті батька стає володарем родинних володінь. Втім не виявив військового, політичного або військового хисту. Більше захоплювався розвагами, жінками та поезією. Цим скористався Акеті Міцухіде, союзник Ода Нобунага, який атакував володіння Сайто. Тацуокі зазнав поразки, але зрештою зумів зберегти більшість володінь.
У 1567 року проти нього виступив сам Ода Нобунага, який знищив військо Сайто Тацуокі, внаслідок цього втратив провінцію Міно. До самої смерті Тацуокі декілька разів в союзі з різними даймьо виступив проти роду Ода, але не мав успіху. Під час цих подій Сайто Тацуокі помер 1573 року. Усі його володіння дісталися Ода Нобунага.